# International Handball Federation
L’International Handball Federation o, in italiano, Federazione internazionale di pallamano, nota anche con l'acronimo IHF, è la federazione internazionale che governa le manifestazioni internazionali di pallamano. La sua sede si trova a Basilea, in Svizzera, e il presidente è Hassan Moustafa, eletto nel 2000. Le lingue ufficiali sono il tedesco, l'inglese e il francese.
La federazione fu fondata a Copenaghen l'12 luglio 1946 e si occupa dell'organizzazione di tutte le manifestazioni intercontinentali della pallamano, tra le quali la più importante è sicuramente il campionato mondiale, che a livello maschile viene organizzato dal 1938, mentre a livello femminile viene organizzato dal 1957.

## Storia
L'12 luglio 1946 è considerata la data della fondazione della International Handball Federation, avvenuta a Copenaghen, in Danimarca, su iniziativa dei rappresentanti di otto nazioni che lanciarono l'iniziativa. Le otto nazioni che presero parte alla nascita della IHF furono la Danimarca, la Finlandia, la Francia, la Norvegia, i Paesi Bassi, la Polonia, la Svezia e la Svizzera. Come primo presidente della IHF venne eletto lo svedese Gösta Björk, il quale era anche presidente della federazione svedese di pallamano. Prima di allora il gioco della pallamano era regolato dalla International Amateur Handball Federation (IAHF), che era stata fondata a L'Aia, nei Paesi Bassi, nel 1928 e che aveva contribuito a portare la pallamano ai Giochi olimpici estivi di Berlino 1936.
La IHF organizzò il primo campionato mondiale per gli uomini nel 1938 e il campionato mondiale per le donne nel 1957. La pallamano, giocata secondo le regole moderne, venne reintrodotta alle Olimpiadi ai Giochi di Monaco di Baviera 1972 per gli uomini e ai Giochi di Montreal 1976 per le donne.

## Struttura

### Presidenti
| Periodo                            | Presidente      | Note                     |
| ---------------------------------- | --------------- | ------------------------ |
| 11 luglio 1946 - 9 settembre 1950  | Gösta Björk     |                          |
| 9 settembre 1950 - 9 febbraio 1971 | Hans Baumann    | morto il 9 febbraio 1971 |
| 9 febbraio 1971 - 23 agosto 1972   | Paul Högberg    | ad interim               |
| 23 agosto 1972 - 25 luglio 1984    | Paul Högberg    |                          |
| 25 luglio 1984 - 26 novembre 2000  | Erwin Lanc      |                          |
| 26 novembre 2000 -                 | Hassan Moustafa |                          |

### Segretari generali
Dal maggio 2011 la carica di segretario generale è stata sostituita da quella di amministratore delegato (managing director), carica già attiva dal 1973.
| Periodo                             | Segretario generale | Note |
| ----------------------------------- | ------------------- | ---- |
| 11 luglio 1946 - 9 settembre 1950   | Carl Filip Borgh    |      |
| 9 settembre 1950 - 23 agosto 1972   | Albert Wagner       |      |
| 23 agosto 1972 - 14 settembre 1988  | Max Rinkenburger    |      |
| 14 settembre 1988 - 2 dicembre 2004 | Raymond Hahn        |      |
| 2 dicembre 2004 - 4 giugno 2009     | Peter Mühlematter   |      |
| 4 giugno 2009 - 2 maggio 2011       | Joël Delplanque     |      |

### Confederazioni affiliate

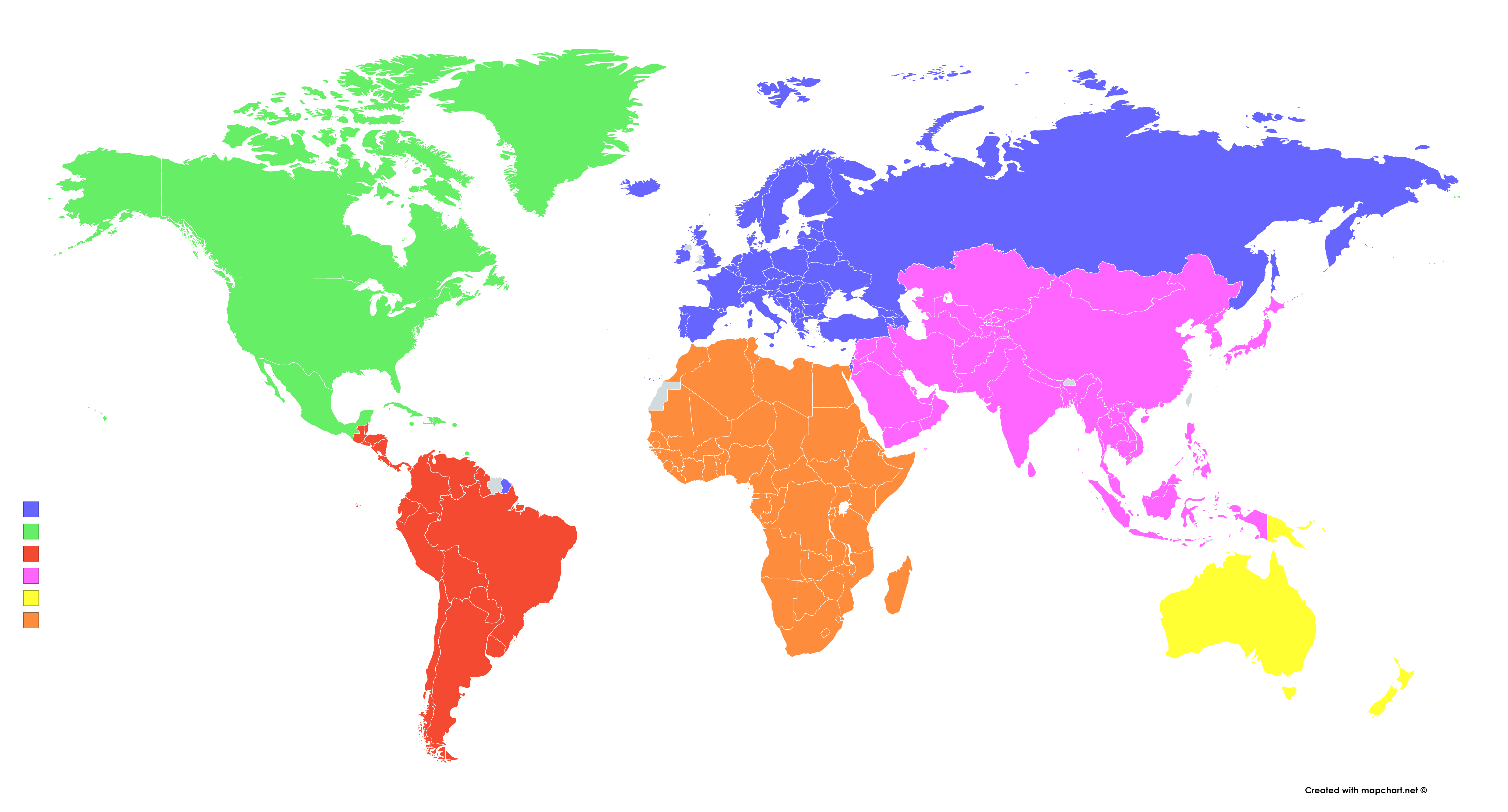
Planisfero con le sei confederazioni riconosciute dalla IHF.

Alla IHF fanno capo le 6 diverse confederazioni (riconosciute ufficialmente dalla federazione) a cui spetta l'organizzazione e la supervisione dell'attività di pallamano nei vari continenti del mondo:
- CAHB - African Handball Confederation in Africa,
- AHF - Asian Handball Federation in Asia,
- EHF - European Handball Federation in Europa,
- NACHC - North America and the Caribbean Handball Confederation in America del Nord,
- OCHF - Oceania Continent Handball Federation in Oceania,
- SCAHC - South and Central America Handball Confederation in America del Sud.

## Competizioni IHF

### Tornei maschili
- Campionato mondiale
- Torneo olimpico maschile
- Torneo maschile ai Giochi olimpici giovanili
- Campionato mondiale juniores (under-21)
- Campionato mondiale giovanile (under-19)
- Campionato delle nazioni emergenti
- IHF Inter-Continental Trophy (under-21 e under-19)

### Tornei femminili
- Campionato mondiale
- Torneo olimpico femminile
- Torneo femminile ai Giochi olimpici giovanili
- Campionato mondiale juniores (under-21)
- Campionato mondiale giovanile (under-19)

### Altri tornei
- Campionato mondiale di pallamano in carrozzina
- Super Globe
- Super Globe (femminile)

### Beach handball
- Campionato mondiale di beach handball
- Beach handball ai Giochi mondiali
- Beach handball ai Giochi olimpici giovanili
- Campionato mondiale giovanile di beach handball (under-17)

### Detentori dei titoli
| Competizione                                    | Maschile          | Femminile                 |
| ----------------------------------------------- | ----------------- | ------------------------- |
| Campionato mondiale                             | Danimarca (2021)  | Paesi Bassi (2019)        |
| Torneo olimpico                                 | Danimarca (2016)  | Russia (2016)             |
| Campionato delle nazioni emergenti              | Georgia (2019)    | —                         |
| Campionato mondiale juniores                    | Francia (2019)    | Ungheria (2018)           |
| Campionato mondiale giovanile                   | Egitto (2019)     | Russia (2018)             |
| Giochi olimpici giovanili                       | Slovenia (2014)   | Corea del Sud (2014)      |
| IHF Inter-Continental Trophy                    | Kosovo (2019)     | Bulgaria (2017)           |
| Super Globe                                     | Barcellona (2019) | Primeiro de Agosto (2019) |
| Campionato mondiale di beach handball           | Brasile (2018)    | Grecia (2018)             |
| Campionato mondiale giovanile di beach handball | Spagna (2017)     | Ungheria (2017)           |